# Barrow Strait
Der Barrow Strait ist eine 270 km lange Meerenge im kanadischen Territorium Nunavut. Sie ist die schmalste Passage des Parry Channels und verbindet den Lancastersund im Osten mit dem Viscount-Melville-Sund im Westen. Die im kanadisch-arktischen Archipel gelegene Barrow Strait trennt dabei die zu den Königin-Elisabeth-Inseln gehörenden Inseln Bathurst, Cornwallis und Devon im Norden von der Prince of Wales Island, der Russell Island sowie der Somerset Island im Süden. An der schmalsten Stelle, zwischen Cornwallis Island und Somerset Island, hat die Meerenge eine Breite von etwa 45 Kilometern. Die Siedlung Resolute Bay an der Barrow Strait ist die einzige Siedlung in diesem Bereich der Nordwestpassage.
Benannt ist die Meerenge nach Sir John Barrow, 1st Baronet, einem britischen Politiker und Förderer mehrerer offizieller und halboffizieller Entdeckungsfahrten in die Arktis.